# Codognè
Codognè ist eine nordostitalienische Gemeinde (comune) mit 5237 Einwohnern (Stand 31. Dezember 2023) in der Provinz Treviso in Venetien. Die Gemeinde liegt etwa 27 Kilometer nordnordöstlich von Treviso.

## Trivia
In Codognè befindet sich ein Waffenlager der NATO.